# NGC 7001
NGC 7001 је спирална галаксија у сазвежђу Водолија која се налази на NGC листи објеката дубоког неба.
Деклинација објекта је - 0° 11' 41" а ректасцензија 21h 1m 7,7s. Привидна величина (магнитуда) објекта NGC 7001 износи 13,5 а фотографска магнитуда 14,3. NGC 7001 је још познат и под ознакама UGC 11663, MCG 0-53-16, CGCG 374-37, NPM1G -00.0540, IRAS 20585-0023, PGC 65905.